# Echinocereus websterianus
Echinocereus websterianus är en kaktusväxtart som beskrevs av G.E. Linds. Echinocereus websterianus ingår i släktet Echinocereus och familjen kaktusväxter. Inga underarter finns listade i Catalogue of Life.